# Hilton Clarke
Hilton Clarke (* 11. Juli 1979 in Ormond, Victoria) ist ein australischer Radrennfahrer.
Im Jahr 2000 gewann Hilton Clarke das heimische Radrennen Melbourne to Warrnambool Cycling Classic sowie eine Etappe der Tour of Tasmania. Ab 2001 fuhr er für das Radsport-Team Netzero. 2002 gewann er für Schroeder Iron zwei Etappen der Herald Sun Tour und kurz darauf eine der Tour of Southland. 2003 wechselte er zum Team Barloworld. Im Frühjahr gewann er zwei Etappen der Ägypten-Rundfahrt und im Herbst erneut eine Etappe der Herald Sun Tour. Ab 2005 fuhr Clarke für das US-amerikanische Professional Continental Team Navigators Insurance. Er gewann eine Etappe beim Jayco Bay Cycling Classic sowie 2005 und 2006 jeweils eine Etappe bei der Herald Sun Tour. 2007 und 2013 entschied er die Gesamtwertung der Tour of Somerville für sich.
Von 2010 bis 2015 fuhr Clarke für das UnitedHealthcare Professional Cycling Team, bekam aber keinen neuen Vertrag für 2016. Er kündigte jedoch an, weiter als Radrennfahrer aktiv bleiben zu wollen.
Hilton Clarke ist der Sohn des gleichnamigen Radsportlers Hilton Clarke, der von 1969 bis 1981 aktiv war und bei den Olympischen Spielen 1968 zwei Disziplinen auf der Bahn bestritt.

## Erfolge
2013
- Tour of Somerville

2011
- eine Etappe Tour of Elk Grove

2009
- eine Etappe Redlands Bicycle Classics
- eine Etappe San Dimas Stage Race
- zwei Etappen Nature Valley Grand Prix

2007
- Saturn Rochester Twilight Criterium

2006
- eine Etappe Herald Sun Tour
- eine Etappe Tour de Delta

2005
- eine Etappe Herald Sun Tour

2003
- eine Etappe Herald Sun Tour

2002
- zwei Etappen Herald Sun Tour

2001
- eine Etappe Tour of Southland

2000
- Melbourne to Warrnambool Cycling Classic

## Teams
- 2001 Netzero
- 2002 Schroeder Iron
- 2003 Barloworld
- 2004 Cyclingnews.com
- 2005 Navigators Insurance
- 2006 Navigators Insurance
- 2007 Navigators Insurance
- 2008 Toyota-United
- 2009 Fuji-Servetto
- 2010 Bahati Foundation (bis 31.05.)
- 2010 Unitedhealthcare-Maxxis (ab 01.06.)
- 2011 UnitedHealthcare Pro Cycling
- 2012 UnitedHealthcare Pro Cycling Team
- 2013 UnitedHealthcare Pro Cycling Team
- 2014 UnitedHealthcare Professional Cycling Team
- 2015 UnitedHealthcare Professional Cycling Team